# Tegan Moss
Tegan Moss (Vancouver, 7 febbraio 1985) è un'attrice canadese.

## Biografia
Moss è nata in Vancouver, British Columbia. Lei ha due fratelli, Rory Moss e un attore, Jesse Moss.
È un'attrice comparsa al cinema e in televisione. Ha ricevuto una candidatura agli Young Artist Award.

## Filmografia

### Cinema
- Senti chi parla adesso! (Look Who's Talking Now!), regia di Tom Ropelewsky (1993)
- Trust In Me, regia di Bill Corcoran (1994)
- Piccole donne (Little Women), regia di Gillian Armstrong (1994)
- Il grande bullo (Big Bully), regia di Steve Miner (1996)
- The Angel of Pennsylvania Avenue, regia di Robert Ellis Miller (1996)
- The Guilty - Il colpevole (The Guilty), regia di Anthony Waller (2000)
- White Noise: The Light, regia di Patrick Lussier (2007)
- Scar, regia di Jed Weintrob (2007)
- Christmas Cottage (Thomas Kinkade's Christmas Cottage), regia di Michael Campus (2008)
- Free Style, regia di William Dear (2008)
- Wild Cherry, regia di Dana Lustig (2009)
- High School Musical 3: Senior Year, regia di Kenny Ortega (2009)
- Il dottor Dolittle 5 (Dr. Dolittle Million Dollar Mutts), regia di Alex Zamm (2009)
- Segui il tuo cuore (Charlie St. Cloud), regia di Burr Steers (2010)
- Lloyd the Conqueror, regia di Michael Peterson (2011)
- Vikingdom, regia di Yusry Kru (2013)

### Televisione
- Tears and Laughter: The Joan and Melissa Rivers Story, regia di Oz Scott – film TV (1994)
- Someone Else's Child, regia di John Power – film TV (1994)
- The Omen, regia di Jack Sholder – film TV (1995)
- Hai paura del buio? (Are You Afraid of the Dark?) – serie TV, episodio 5x07 (1995)
- X-Files (The X-Files) – serie TV, episodi 2x08-3x15 (1994-1996)
- The Color of Courage, regia di Lee Rose - film TV (1999)
- Sea People, regia di Vic Sarin - film TV (1999)
- So Weird - Storie incredibili (So Weird) – serie TV, 4 episodi (2001)
- Video Voyeur - Oltre i confini del segreto, regia di Tim Hunter – film TV (2002)
- L'estate della nostra vita (Twelve Mile Road), regia di Richard Friedenberg – film TV (2003)
- Dead Like Me – serie TV, 2 episodi (2003-2004)
- Murder Unveiled, regia di Vic Sarin - film TV (2005)
- Godiva's – serie TV, 3 episodi (2006)
- Alice, I Think – serie TV, 5 episodi (2006)
- Seventeen And Missing, regia di Paul Schneider – film TV (2006)
- Merlino e l'apprendista stregone (Merlin's Apprentice), regia di David Wu – miniserie TV (2006)
- Otto giorni per la vita (Eight Days to Live), regia di Norma Bailey – film TV (2006)
- A Girl Like Me: The Gwen Araujo Story, regia di Agnieszka Holland – film TV (2006)
- Il figlio malvagio (The Bad Son), regia di Neill Fearnley - film TV (2007)
- 7 Things to Do Before I'm 30, regia di Paul A. Kaufman – film TV (2010)
- The Unquiet, regia di Bill Corcoran – film TV (2010)
- The Eye – serie TV (2010)
- Massima allerta: Tornado a New York (NYC: Tornado Terror), regia di Tibor Takács - film TV (2008)
- Robson Arms – serie TV, 6 episodi (2007-2008)
- Miracolo a novembre (November Christmas), regia di Robert Harmon – film TV (2010)
- The Good Doctor – serie TV, un episodio (2017)
- Un'estate molto speciale (Summer in the Vineyard), regia di Martin Wood – film TV (2017)
- Garage Sale Mystery: Messaggio di morte (Garage Sale Mystery: Murder by Text), regia di Neill Fearnley – film TV (2017)
- Un San Valentino molto speciale (Valentine in the Vineyard), regia di Terry Ingram – film TV (2018)

## Doppiaggio
- Holly Jollimore in Casper e il Natale
- Penny in Inspector Gadget's Last Case: Claw's Revenge, Gadget e gadgettini, Inspector Gadget's Biggest Caper Ever
- Nolee in My Scene Vacanze in Jamaica, My Scene Festa in costume, My Scene – Stelle di Hollywood
- Gruzinda e giovane ragazza in A Fairytale Christmas
- Polly Pocket in Polly Pocket: Lunar Eclipse, Polly Pocket: 2 Cool at the Pocket Plaza, Pollyworld

## Doppiatrici italiane
Nelle versioni in italiano delle opere in cui ha recitato, Tegan Moss è stata doppiata da:
- Francesca Manicone in Segui il tuo cuore, My Scene Vacanze in Jamaica (Nolee - voce), My Scene Festa in costume (Nolee - voce), My Scene Stelle di Hollywood (Nolee - voce)
- Elisabetta Spinelli in Merlino e l'apprendista stregone, Il dottor Dolittle 5
- Domitilla D’amico in Polly Pocket: Lunar Eclipse (Polly Pocket - voce), Polly Pocket: 2 Cool at the Pocket Plaza (Polly Pocket - voce)
- Eleonora Reti in PollyWorld (Polly Pocket - voce)
- Chiara Oliviero ne Il figlio malvagio
- Laura Amadei in Miracolo a novembre
- Beatrice Caggiula in Garage Sale Mystery: Messaggio di morte
- Federica De Bortoli in The Good Doctor
- Emanuela D'Amico in Un'estate molto speciale